# Arthroleptis phrynoides
Arthroleptis phrynoides é uma espécie de anfíbio anuro da família Arthroleptidae. Está presente em República Democrática do Congo.